# کومای
کومای (به لاتین: Cumae)، (به یونانی: Κύμη Kūmē)، سکونت گاهی باستانی یونانی در شمال غربی ناپل، در کامپانیا ایتالیا می‌باشد. این سکونتگاه نخستین کلنی یونانی در سرزمین اصلی ایتالیا بوده‌است.
پیشینهٔ کومی به سده هشتم پیش از میلاد می‌رسد. الفبای کومی در آغاز از سوی تمدن اتروسک پذیرفته شده و سپس از سوی رومیان به عنوان الفبای لاتین تغییر داده شده‌است. که پر کاربردترین الفبای در جهان امروزی می‌باشد.

## تاریخ
در دوران باستان و در سدهٔ پنجم قبل از میلاد کومای آخرین دولت‌شهری بود که لوکیوس تارکوئینیوس متکبر، آخرین پادشاه روم، پس از تأسیس جمهوری روم بدانجا گریخت. او در ۴۹۵ ق.م. همانجا درگذشت.

### روابط با روم
در سال ۵۰۸ قبل از میلاد، وقتی که سنای روم دانست که لارس پورسنا، پادشاه اتروسکی، با سپاهش می‌آید تا جمهوری را محاصره کند، بازرگانانی به نزد ولسکیان و نیز به شهر کومای فرستاد تا گندم و حبوبات بخرند.